# جون برادبري
جون برادبري (بالإنجليزية: John Bradbury)‏ هو طبال بريطاني، ولد في 16 فبراير 1953 في كوفنتري في المملكة المتحدة، وتوفي في 28 ديسمبر 2015.

## وصلات خارجية
- جون برادبري على موقع IMDb (الإنجليزية)
- جون برادبري على موقع ميوزك برينز (الإنجليزية)
- جون برادبري على موقع أول ميوزيك (الإنجليزية)
- جون برادبري على موقع ديسكوغز (الإنجليزية)